# Torluftschleier

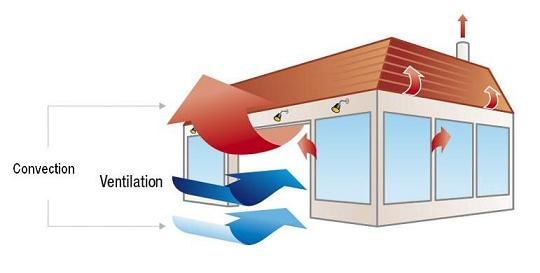
Ein offener Eingang ohne Luftschleieranlage. Durch natürliche Konvektion strömt Außenluft im unteren Bereich ein und Raumluft im oberen Bereich aus. Zusätzlich aus dem Gebäude abgeführte Abluft (kleine rote Pfeile) bewirkt den Zustrom weiterer Außenluft, die hier mit Ventilation gekennzeichnet ist.

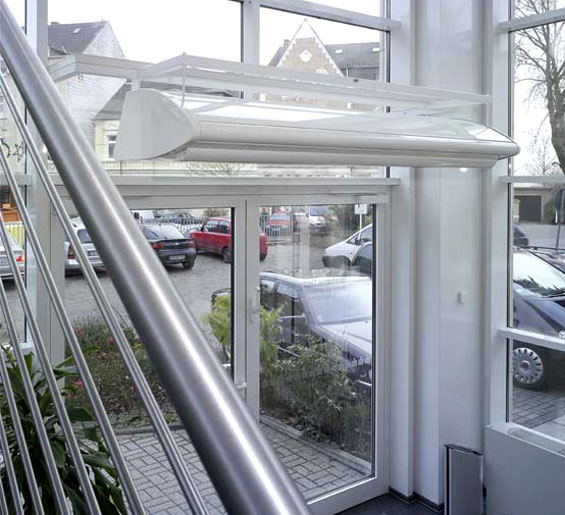
Luftschleieranlage in einem Verwaltungsgebäude

Ein Torluftschleier ist eine Anlage, die an häufig geöffneten Türen und Toren mittels Gebläse Luftmassen durch eine Barriere aus strömender Luft voneinander trennt und so deren Austausch verhindert. Diese Barriere besteht aus einer gerichteten Luftströmung, die als Luftwalze zwischen Ausblasöffnung und Ansaugöffnung des Gerätes zirkuliert.
Typische Einsatzbereiche finden sich bei der Abschirmung warmer Raumluft gegen kalte Außenluft, beispielsweise an den Eingängen eines Kaufhauses, an Toren von Industrieanlagen und Werkhallen oder an den Eingangsbereichen von Flughäfen und Bahnhöfen. Bei diesen Anwendungen arbeiten die Anlagen meist mit erwärmter Luft. Neben der kalten Luft werden je nach Einsatzbereich auch warme Luftmassen, Gerüche, Insekten, Schmutz, Staub und Rauch durch Luftschleier abgehalten.
Die Anlagen werden u. a. nach ihrer Bauart und der Bewegungsrichtung der Luftwalze unterschieden. Wesentliche Bauarten sind Anlagen mit verstellbaren Lamellen und Anlagen mit Düsen nach dem Venturi-Prinzip. Im Allgemeinen wird eine vertikale Richtung der Luftwalze bevorzugt. Wo die baulichen Gegebenheiten dies nicht zulassen, werden Anlagen mit horizontalen Ausblasrichtungen eingesetzt. Auch aus Designgründen werden Luftschleieranlagen mit horizontaler Ausblasrichtung oft bevorzugt.
Durch den Einsatz von Torluftschleiern an offenen Durchgängen kann eine Heizkostenersparnis bis zu 80 % erzielt werden. Nur eine verschlossene Tür oder ein bestimmungsgemäß funktionierender Windfang können noch effektiver sein. Häufig wird eine Kombination eingesetzt, bei der sich die Luftschleieranlage einschaltet, sobald die Tür geöffnet wird.

## Geschichte
Das Schweizer Warenhaus Jelmoli in Zürich hatte schon im Jahr 1958 einen Luftschleier-Eingang. Weitere Luftschleieranlagen wurden in den 1960er Jahren an den Türen von Kaufhäusern installiert. Diese frühen Versionen arbeiteten noch mit einem aufsteigenden Warmluftschleier. 1974 wurde die erste in Deutschland entwickelte Luftschleieranlage vorgestellt. Sie arbeitete mit einer Ausblasrichtung von oben nach unten und ist mittlerweile zum Standard geworden. Die Ausrichtung des Luftschleiers erfolgt bei dieser Art Anlagen mit starren oder verstellbaren Lamellen. Eine wesentliche Verbesserung der Abschirmleistung brachte 1994 die Einführung einer Luftschleieranlage nach dem Prinzip der Venturi-Düse.

## Funktionsprinzip

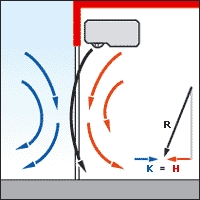
Funktionsprinzip einer Luftschleieranlage

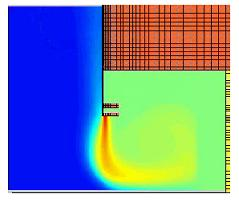
Temperaturverteilung an einer Warmluft erzeugenden Luftschleieranlage

Anhand einer Luftschleieranlage, die gegen das Eindringen von Kaltluft in ein Gebäude wirkt, lässt sich folgendes Funktionsprinzip definieren, das in abgewandelter Form für alle Aufgabenbereiche einer Luftschleieranlage gilt:
Luftmassen unterschiedlicher Temperatur haben die Eigenschaften sich auszugleichen. In einen warmen Raum strömt kalte Luft, während warme Luft aus dem Raum entweicht. Dieser Vorgang wird erst mit dem Ausgleich der Temperaturen beendet. Aufgabe des Luftschleiergerätes ist es, dem Kaltlufteinfall (K) mit einer Gegenströmung (H) zu begegnen. Dabei müssen Volumenstrom, Geschwindigkeit, Temperatur und Impuls dem Kaltlufteinfall entsprechen. Der Luftschleierstrahl (R) resultiert aus den benötigten horizontalen und vertikalen Komponenten. Die Anlage erzielt in Verbindung mit der Luftführung eine optimale Luftabschirmung bei geringstem Energieeinsatz.
Die drei wichtigen Größen Ausblaswinkel, Volumenstrom und Geschwindigkeit werden exakt so gesteuert, dass sich als Gegenimpuls die Kraft H ergibt. Kaltluftanteile von außen, die in den Luftstrahl induziert werden, sollten außerdem durch Erwärmung mindestens auf Raumtemperatur gebracht werden. Zudem ist die Ausblashöhe ein entscheidendes Kriterium bei der Auswahl der Luftschleieranlage. Bei ausgeglichenen Druckverhältnissen im Gebäude und geringer Windlast am Eingang gilt die Faustregel: Je niedriger die Anlage installiert ist, desto geringer ist die zur Abschirmung erforderliche Luftmenge. Systembedingt sollte eine Luftschleieranlage möglichst über der Tür angeordnet werden. Die Auswahl von Leistung, Bauform und Luftführung ermöglicht praktikable Lösungen für alle Eingangssituationen.

## Nutzen
Luftschleieranlagen haben ein großes Nutzenpotenzial. Sie sparen Energie, erhöhen die Aufenthaltsqualität in Räumen, schützen die Umwelt vor unangenehmen Gerüchen sowie schädlichen Substanzen und sichern die Produktionsqualität beispielsweise in der Reinraumtechnologie.

### Mögliche Energieeinsparung
In den meisten Fällen kommen Luftschleieranlagen dort zur Anwendung, wo warme Räume gegen das Eindringen von Kaltluft geschützt werden sollen. In warmen Gegenden und bei hochsommerlichen Temperaturen schirmen Luftschleieranlagen die gekühlte Raumluft gegen warme Außenluft ab.

### Aufenthalts- und Umgebungsqualität
Ein weiterer Nutzen von Luftschleieranlagen liegt darin, dass im Gebäudeinneren Zuglufterscheinungen nahezu ausgeschlossen sind. In Einkaufszentren und in Industriehallen mit Luftschleiern ist der Krankenstand der Beschäftigten deutlich geringer. Auch für Besucher ergibt sich eine wesentlich höhere Aufenthaltsqualität. Bei Industriebetrieben mit starken Geruchsemissionen, wie z. B. Fisch verarbeitenden Unternehmen oder bei Abfallbehandlungsanlagen leisten Luftschleieranlagen einen Beitrag zur Umweltqualität.

## Bauarten

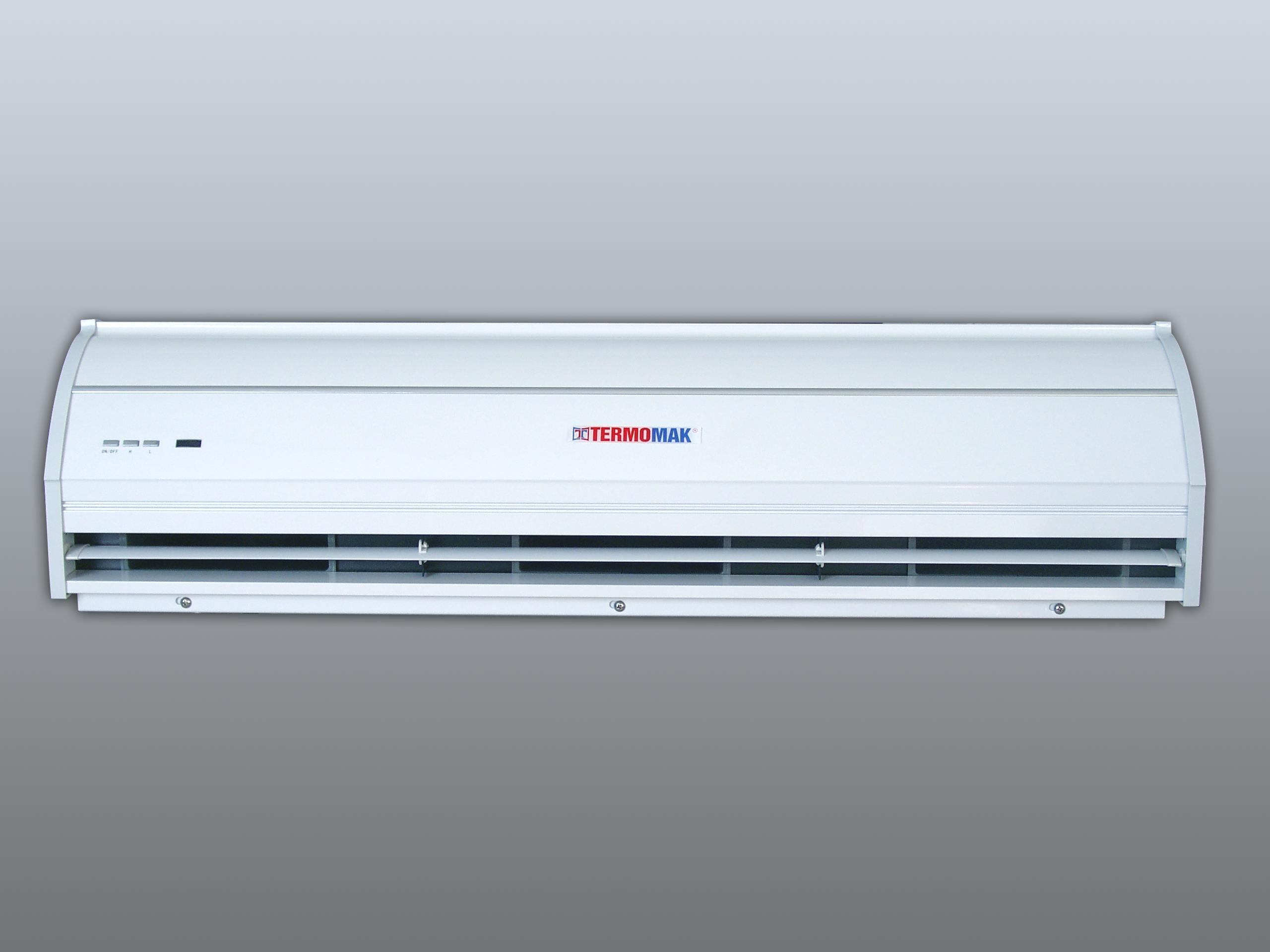
Luftschleiergerät

### Lamellenprinzip
Herkömmliche Luftschleieranlagen nach dem Lamellenprinzip blasen die Luft gegen verstellbare Lamellen. Der austretende Luftstrom hängt dabei stark von der Stellung der Lamellen und von der Anordnung der Ventilatoren innerhalb des Gerätes ab. Es entsteht in der Regel ein ungleichmäßig starker, turbulenzreicher Luftschleier. Die Einstellung des Luftaustrittswinkels gegen die abzuschirmende Luftmasse ist nur bedingt bis gar nicht realisierbar. Um dennoch die geforderte Abschirmleistung zu erreichen, muss eine große Luftmenge angesaugt, erwärmt und ausgeblasen werden. Dies bringt wiederum einen erhöhten Eigenenergiebedarf eines solchen Lamellenluftschleiers mit sich.

### Düsenprinzip
Bei Luftschleieranlagen mit Druckkammer-Düsensystem wird die angesaugte Luft zunächst in eine Druckkammer und anschließend durch die Luftaustrittsdüse geleitet. Da sich Luft immer den Weg des geringsten Widerstandes sucht, wird der Luftstrom hier über die gesamte Breite vergleichmäßigt, bevor er von der nachströmenden Luft durch die Düse gepresst wird. Die Düse, die nach dem Venturi-Düse-Prinzip wirkt, bündelt den Luftstrom und beschleunigt ihn. Dadurch wird ein hoher Druck aufgebaut. Da die Düse auf einer Scheibe drehbar angebracht ist, kann der Ausblaswinkel exakt eingestellt werden. So entsteht ein kontrollierter Luftschleier, der über die gesamte Düsenbreite eine nahezu gleichmäßige Ausblasgeschwindigkeit erreicht. Der Luftstrom ist dabei, unabhängig von der Stellung der Düse, stets gleichbleibend stark. Wird der Luftstrom gezielt nach außen gerichtet, baut sich eine zusätzliche Kraftkomponente auf, die dem Druck der Außenluft entgegenwirkt. Die höhere Ausblasgeschwindigkeit und die gezielte Luftlenkung ermöglichen es, ein Luftschleiergerät mit Düsensystem mit einer wesentlich geringeren Luftmenge als ein Lamellensystem zu betreiben.
Eine Verbesserung des Düsensystems kann erreicht werden, indem der Luftstrom über die konvexen Düsenwangen derart beschleunigt wird, dass ein konzentrierter, induktionsarmer Luftschleier entsteht.

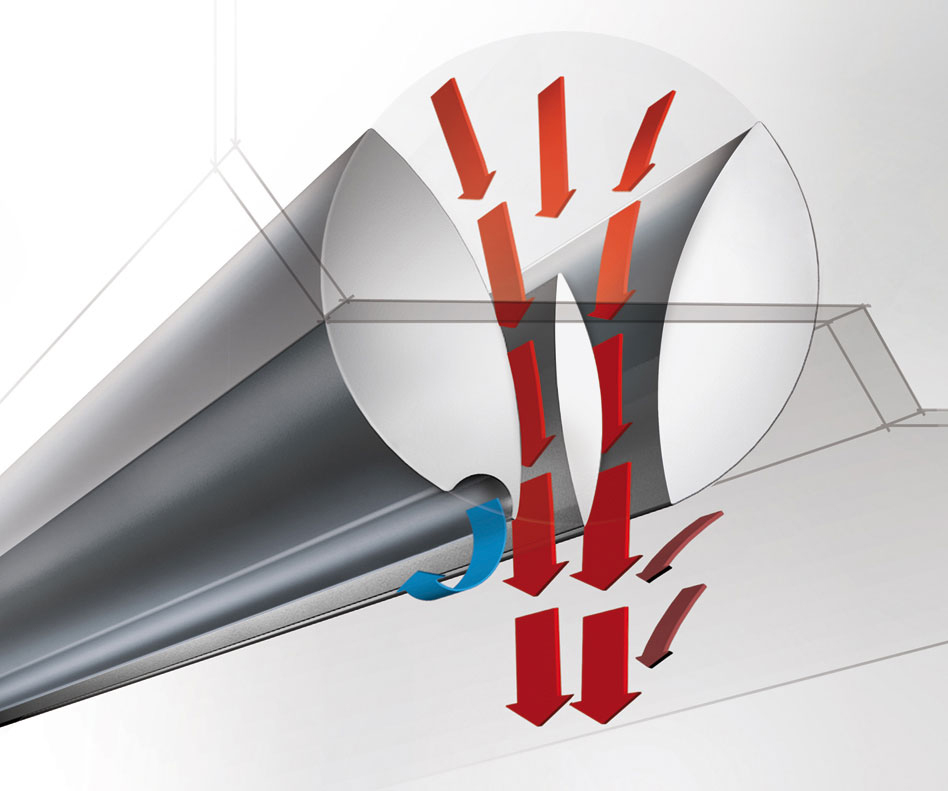
Luftaustrittsdüse mit Hohlkehle am äußeren Düsenprofil

## Auslegung
Die Auslegung einer Luftschleieranlage ist vor allem abhängig von der Gebäudesituation. Bei einzelnen Ladenlokalen oder eingeschossigen Gebäuden mit einer einzelnen Eingangstür bietet eine relativ kleine Anlage mit einfacher Steuerung eine gute Lösung. Bei mehrgeschossigen Gebäuden, bei anstehendem Winddruck, Thermik im Gebäude und Leckagen im Dachbereich bzw. unkontrollierten Lüftungszuständen wird der Anteil eindringender Außenluft erhöht. Zudem gilt: Je größer das Raumvolumen, desto größer ist auch der unerwünschte Austausch von verschieden temperierten Luftmassen. Auch die Größe der Türöffnung ist entscheidend. Als praktikable Maximalgröße haben sich etwa 30 m² erwiesen (meist Industrietoröffnungen). Noch größere Türöffnungen erfordern einen Energieaufwand, der nahezu das gesamte Luftvolumen in einem Gebäude einbezieht und daher kritisch zu beurteilen ist.

## Einbauformen
Grundsätzlich gibt es zwei Einbauformen: eine Variante mit so genannter nach innen drehender Luftwalze (IDW) und eine zweite mit nach außen drehender Luftwalze (ADW). Luftwalze bezeichnet dabei den zwischen Ausblasöffnung und Ansaugöffnung zirkulierenden Luftstrom.

### Innendrehende Luftwalze

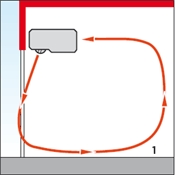
Luftschleier mit nach innen drehender Luftwalze – IDW-Einbau

Beim IDW-Einbau wird die Luft aus dem Rauminneren angesaugt, während sich die Ausblasöffnung über der Tür befindet. Der Drehsinn der Luftwalze wirkt in den Raum. Diese Form eignet sich besonders für kleinere und mittlere Gebäude, in denen sich keine Dauerarbeitsplätze im Türbereich befinden, bzw. dort, wo im Gebäude Überdruck herrscht und lediglich ein Druckausgleich stattfindet.
Wird beim IDW-Einbau die Luft stirnseitig aus dem Innenraum angesaugt, entwickelt sich eine Luftwalze mit relativ großer Eindringtiefe in den Raum. Die Anlagenform hat einen sehr geringen Energiebedarf, da nur Raumluft in den Wärmetauscher angesaugt wird. Bei unterseitiger Ansaugung über eine Ansaugkammer verringert sich die Eindringtiefe in den Raum deutlich. Die Wirkung wird stärker auf den Türbereich fokussiert. Damit lassen sich auch Türen mit mittelgroßer Windbelastung und leicht exponierter Lage gut abschirmen.

### Außendrehende Luftwalze

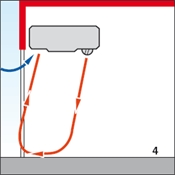
Luftschleier mit nach außen drehender Luftwalze – ADW-Einbau

Bei Unterdruck im Gebäude empfiehlt sich generell der ADW-Einbau. Dabei befindet sich die Ansaugung in Türrichtung und die Luftwalze hat einen Drehsinn nach außen. Sie ist der eindringenden Außenluft direkt entgegengerichtet.
Bei der Montage in einem Windfang ist die Platzierung an der Innentür sinnvoll. Die Luft wird stirnseitig aus Richtung der Außentür angesaugt, der Ausblas befindet sich in unmittelbarer Nähe der Innentür. Durch die Beimischung von Außenluft und den damit verbundenen Abbau von Druckdifferenzen hat ein Gerät in dieser Einbauform eine deutlich höhere Abschirmleistung. Der Einsatzbereich liegt bei Unterdruck im Gebäude und gegenüberliegenden Eingängen – wie sie z. B. bei Baumärkten angetroffen werden. Die Anordnung eignet sich für alle üblichen Windbelastungen und auch für ungünstige Geschäftslagen.
Eine weiter erhöhte Abschirmleistung ergibt sich bei nach außen gerichteter unterseitiger Ansaugung und ebenfalls nach außen drehender Luftwalze Diese Bauform bildet fast keine Zirkulation im Innenraum aus und bietet durch die Beimischung von Außenluft und den Abbau von Druckdifferenzen eine sehr hohe Abschirmleistung. Konstruktionsbedingt sind etwas größere Abmessungen und ein höherer Energiebedarf nötig, da die Ansaugtemperatur in der Regel niedriger ist. Auch diese Anordnung eignet sich besonders gut bei Unterdruck im Gebäude. Sie wird allen üblichen Windbelastungen und auch ungünstigen Geschäftslagen gerecht.

## Steuerung
Die Steuerung einer Luftschleieranlage leistet einen wesentlichen Beitrag zu Wirtschaftlichkeit und Komfort. Während bei kleineren Ladenlokalen oft eine manuell geschaltete mehrstufige Steuerung ausreicht, sind mit steigender Komplexität der Gebäude auch umfangreichere Steuerungsmöglichkeiten erforderlich. So kann die Steuerung beispielsweise die Anlage nur dann einschalten, wenn ein Tor geöffnet wird. Eine sehr komplexe Steuerung kann aber auch mit unterschiedlichen Sensoren bis hin zum Windmesser verbunden sein und komplett in die Gebäudeleittechnik integriert werden.

## Anwendungen

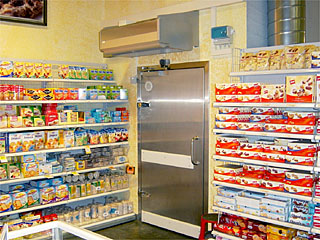
Eine Kaltluftschleieranlage trennt hier die unterschiedlich temperierten Luftmassen zwischen dem Kühlraum und dem Verkaufsraum.

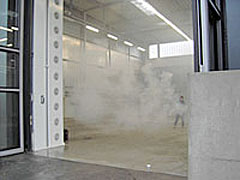
Auch bei der Müllbehandlung schützt eine Luftschleieranlage vor unangenehmen Gerüchen.

Torluftschleier lassen sich an Pendeltüren, Schiebetüren, Automatiktüren, an Karusselltüren sowie an Roll- und Sektionaltoren einsetzen.
Neben Anwendungen, die Kaltluft abhalten, ist der Schutz gekühlter Räume vor warmer Außenluft ein wichtiges Anwendungsgebiet. Auch Kühlregale, Kühlräume, Kühlhäuser und Tiefkühlhäuser lassen sich mit Luftschleieranlagen gegen warme Luft schützen.
Die Abschirmung der Umgebungsluft hat sich bei Müllverwertungsanlagen und bei Fabrikationsbetrieben mit starker Geruchsentwicklung bewährt. In Supermärkten kann beispielsweise die Allgemeinfläche vor Geruchsbelästigung aus der Frischfischabteilung geschützt werden.
In der Lebensmittelindustrie werden Torschleier bzw. Luftvorhänge beispielsweise an Rolltoren eingesetzt, damit das Eindringen von fliegenden Insekten in Produktionsbereiche vermindert bzw. im besten Fall verhindert wird.
Weitere Anwendungsgebiete von Luftschleieranlagen liegen in der Reinraumtechnologie und in der Abschirmung der Umwelt gegen industriell kontaminierte Luft.

## Zertifizierung/Normung
Derzeit existiert noch kein allgemein anerkannter Standard für Luftschleier, der die Technik energetisch und wirtschaftlich bewertet. Es gibt ein Regelwerk der international tätigen Air Movement & Control Association AMCA, das aber sehr allgemein gehalten ist. Es wird mit Labormethoden gemessen und die energetische Bewertung erfolgt nur überschlägig anhand der elektrischen Leistung. Führende Europäische Hersteller arbeiten in einem ISO-Ausschuss zusammen, um eine entsprechende Norm zu erstellen und zu zertifizieren.